# Selaginella polystachya
Selaginella polystachya är en mosslummerväxtart som först beskrevs av Otto Warburg, och fick sitt nu gällande namn av Georg Hans Emmo Emo Wolfgang Hieronymus. Selaginella polystachya ingår i släktet mosslumrar, och familjen mosslummerväxter. Inga underarter finns listade i Catalogue of Life.